# معبد هرقل في أغريجنتو
معبد هرقل (نسبة للبطل الروماني) هو معبد يوناني يقع في مدينة أكراغاس القديمة الواقعة في وادي المعابد ضمن أغريجنتو (جرجنت).
يوجد ذلك المعبد المبني على الطراز اليوناني الدورسي العريق على تلة المعابد فوق مرتفع صخري قرب منطقة فيلا أوريا. تعود تسمية معبد هرقل بهذا الاسم نسبة إلى معرفة حديثة مبنية على ذكر الكاتب الروماني القديم شيشرون (سيسيرو) معبدًا مكرّسًا لبطل ليس بعيدًا عن أغورا، يضمّ تمثالًا شهيرًا لهرقل. كانت الأغورا التابعة لأكراغاس ضمن هذه المنطقة لكنها لم تكن قد أُنشأت بعد، إلّا أن كشف الهوية متفق عليه.

## التاريخ
يشير التسلسل الزمني التاريخي للمعبد إلى كونه الأقدم بين معابد أغريجنتو، إذ يعود إلى السنوات الأخير من القرن السادس قبل الميلاد. اتّخذ هذا التاريخ بناءً على خصائص في الطراز، خصوصًا تلك المتعلقة بنسب الأبعاد وعدد الأعمدة وشكلها والتاج الذي فوق العمود. إلا أن البعض يربطون المعبد بنشاطات ثيرون (طاغية أكراغاس 488 – 473/2 قبل الميلاد)، مدعين احتواءها على ابتكارات مقارنة بالممارسات المعمارية خلال القرن السادس قبل الميلاد. في تلك الحالة، يمكن ربطه ربطة بمعبد أثينا المذكور من قبل بولياينوس في العلاقة مع نشاطات البناء التي قام بها ثيرون خلال استيلائه على السلطة.
يخلق السطح المعمد مشكلة في تحديد التاريخ الذي يعود إليه المعبد، إذ أن هنالك نوعان من الصبّات التاجية مع مزاريب ورؤوس أُسُود: الأول بينهم أقل حفظًا من الآخر، ويعود بتاريخه إلى ستينيات القرن الخامس قبل الميلاد، بينما يعود الآخر إلى نحو منتصف القرن الخامس الميلادي. أغلب الظن أن الصّبة الثانية استُبدلت بعد بضعة عقود لأسباب غير معروفة، وبالتالي يعود أساس المعبد إلى السنوات التي سبقت حرب صقلية أولى (480 قبل الميلاد)؛ لأنه الانتهاء من بنائه تطلب عقدًا من الزمن وربما أكثر.